# Tirúa
Tirúa (del mapudungún trürun-we, cuartel de alistamiento o Trurwa, lugar de encuentro ) es una ciudad y comuna de la zona sur de Chile. Es parte de la provincia de Arauco y de la región del Biobío. Las principales actividades locales son la industria forestal, la agricultura, la pesca artesanal y la recolección de cochayuyo.

## Etimología
El nombre de la comuna tiene su origen en la palabra en mapudungún trürun-we, que proviene de trürun, trürunwün, "alistarse, prepararse" y de we, "lugar". Por lo que el significado completo puede ser "cuartel de alistamiento y entrenamiento [para hacerse a la mar]".

## Historia

### Datos arqueológicos
El estudio de los de restos arqueológicos de la vecina Isla Mocha, ha confirmando la existencia de ocupación humana ininterrumpida desde el siglo XV a. C.
A 18 km al este del pueblo de Tirúa se encuentra otro importante sitio arqueológico, el cementerio de Loncotripay, fechado alrededor del año 1065 d. C.. Estos restos, principalmente cerámica, fueron identificados como correspondientes al llamado Complejo Pitrén.
En otros puntos cercanos también se han encontrado cerámicas del estilo Pitrén. Las más antiguas datan del siglo VI d. C. 
Los estudios establecen que la etapa Pitrén es continuada, estilísticamente, por el llamado Complejo El Vergel (siglo XI a siglo XVI d. C. ), del que también se han hallado numerosos restos en la comuna.

### Tirúa mapuche

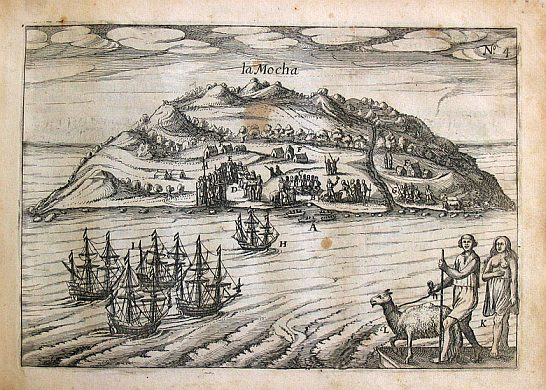
La Isla Mocha, durante el desembarco de los corsarios de Joris van Spielberger, 1616.

Tirúa, dentro de la antigua organización social y territorial del pueblo mapuche, era la designación de un lof o clan de varias familias emparentadas, circunscrito al aillarehue de Licanievu y el butalmapu (confederación guerrera) de Lafquenmapu (tierra de la costa). Los mapuches de Tirúa, al igual que el resto de los habitantes del Lafquenmapu, eran llamados lafquenches o costinos.
Aparentemente, Tirúa fue un lof de larga data, pues ya aparece representado en el Parlamento de Yumbel, en 1692, por sus lonkos Amoibueno, Gueracan, Marilebu, Cincomalco, Guentelican y Lleubalican.
Casi la totalidad de la actual comuna de Tirúa correspondía al ya mencionado aillarehue de Licanievu, que se extendía entre el río Lleuleu y el río Tirúa). Según Ricardo E. Latcham, los lof que comprendía esta reunión de clanes eran los siguientes: Chamacodo o Chamaco, Lemolemo, Villoto, Colcuimo, Relemo, Pillurehue, Vilurehue, Povinco, Licanlebu y Tirúa.
Otros lof que operaban en el territorio de la actual comuna, aunque aparentemente adscritos al aillarehue de Arauco, fueron los de Quidico y Lleulleu.
En la Conquista, Pedro de Valdivia confirió en encomienda la zona de Tirúa a Pedro de Villagra, aunque es dudoso que este haya podido ejercerla siquiera.

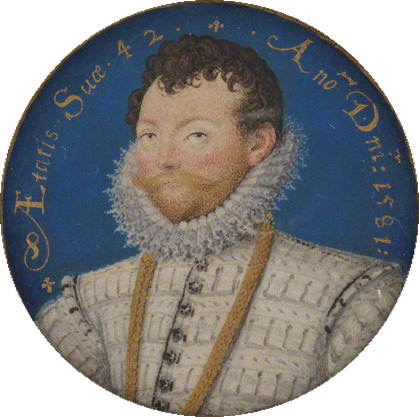
Sir Francis Drake fue atacado por los mapuches de Isla Mocha en 1579.

Durante la Colonia pasaba por Tirúa el único camino terrestre practicable hacia la aislada fundación de Valdivia. Los caciques locales permitían esporádicamente el paso para cobrar peaje a los escasos viajeros que se aventuraban a intentar el subir por el río para cruzar el llamado Paso de los Pinares (actual camino hacia Trovolhue) o para avanzar junto a la costa por el Camino de los Riscos.
En tanto, la Isla Mocha era usada como fondeadero por diversas expediciones corsarias, como las de Francis Drake y Oliver Van Noort, además de ser refugio de un número cada vez mayor de barcos traficantes o balleneros de naciones vetadas, por orden real o producto de las guerras europeas.
A fines del siglo XVIII, cuando el gobernador Antonio de Guill y Gonzaga alentaba y patrocinaba a los caciques que se establecían en villas, se habría fundado una llamada Asunción de Lleulleu. No existen más datos de este supuesto pueblo indio.

#### Lemolemo
Cabe destacar que el lof tirúano de Lemolemo (bosque-bosque) coincide con el nombre de un gran "jefe de 6 mil hombres de pelea", que figura como personaje del poema épico La Araucana, de Alonso de Ercilla.
Puede tratarse de un personaje real o imaginario, es difícil establecerlo. Por lo menos cronistas posteriores, como Vicente Carvallo y Goyeneche, acaso influenciados por Ercilla, lo tratan como figura histórica. En La Araucana (Canto II) Lemolemo es uno de los aspirantes de la competencia en que resulta elegido toqui Caupolicán. Lemolemo carga el tronco de la prueba durante 7 horas ("Lemolemo siete horas le traía, / el cual jamás en todo este comedio / dejó de andar acá y allá saltando / hasta que ya el vigor le fue faltando"). La acción después lo sitúa (Canto IX) en el ataque a Penco, donde con otros jefes "de su valor mostraron el extremo".

#### Aventura del obispo
El siguiente episodio es un ejemplo del control que ejercían los caciques locales sobre la ruta costera a Valdivia.
En 1784, se celebró un exitoso parlamento de paz entre el intendente de Concepción, Ambrosio O'Higgins, y diversos jefes mapuches en Lonquilmo (Isla del Laja). Esta ciscunstancia alentó al obispo de Concepción, Francisco de Borra José Marán, a viajar, en 1787 por su los territorios indígenas que pertenecían hipotéticamente a su diócesis. Marán emprendió su viaje con reducida escolta y abundante equipaje de alajas y baratijas, destinadas a atraer la simpatía de los indígenas.
La crónica del valdiviano Vicente Carvallo y Goyeneche (1796) relata lo sucedido entonces en Tirúa:

El cacique Analican, de la parcialidad de Repocura, puesto a la testa de doscientos hombres sorprendió en los pinares de Toquigua (28 de noviembre de 1787) no mui distante del río Caitén. Se apoderó de los equipajes, de las caballerías, i de la mulería. Los criados i mozo de mulas lloraron ocultarse en aquellos bosques, mientras que Analican se entretenía en el pillaje, pero Felipe Tejada i Jacinto Quiroga, dragones veteranos que acompañaban al reverendo obispo i quisieron defenderse, perecieron a manos de la multitud. El ilustrísimo i su comitiva se hallaban a distancia de más de trescientas toesas del alojamiento, caminando hacia él, cuando Analican se presentó a la vista, i tuvieron tiempo para volver las herraduras, i salvar sus personas, a que les dio lugar la codicia de los insurgentes, que cada uno se empezaba en hacer presa, porque el que no la hace vuelve a su casa con las manos vacías, i por eso descuidaron de las personas.

Antes de ponerse el sol llegó el reverendo obispo con los demás a los montes de Tirúa, sobre la ribera meridional del río de este nombre. Allí acordaron volver a la plaza de Arauco, pero lo contradijo el cacique Pollma, que procediendo de mala fe supuso que en la embocadura al mar del río Lleulleu les aguardaba un escuadrón de los insurgentes para quitarles la vida, i resolvieron seguir la marcha para Valdivia tomando la derecha de la ribera cielo mar, peligrosa pero corta.
El 3 de diciembre se hallaban a distancia de cuatro leguas de la entrada del Caitén en el mar, i entraron en mayores angustias. Tuvieron noticia (aunque falsa i maliciosamente dada) de que los insurgentes tenían cortada la retirada a la plaza de Arauco i al propio tiempo se les reunieron José Arraigada i Camilo Fernández, arrieros, i les avisaron de su mayor peligro en la continuación de aquella ruta. Porque el cacique Marinan con un trozo de quinientos indios, después de haber quitado la vida a su teniente de amigos Felipe Peña i haber maltratad al padre frai Francisco Fuertes, presidente de la casa de conversión de que hablan las actas del parlamento de Lonquilmo, cuya utilidad recomienda i pondera Don Ambrosio en el penúltimo capítulo de su citada del 20 de febrero de 1784, destruyó aquella misión el 29 de noviembre, i su padre misionero huyó a la plaza de Valdivia.

Esta noticia les hizo conocer la imposibilidad de pasar el río Caitén acordonado por Marinan; i perdida ya la esperanza de libertarse de aquellos bárbaros, el cacique Curimilla se profirió a restituirlos a la plaza de Arauco. Pasó mensajes a los caciques Guentelemu, Guaiquipan, Marileubu i Catileubu para que franqueasen el camino por sus territorios, i para que diesen escolta de gente armada para la seguridad del reverendo obispo. Sin dificultad accedieron a la mediación de Curimilla, porque la suerte ya habla decidido a favor de la vida de su ilustrísima, sorteada en una lid que llaman juego de chueca, i lo condujeron a la expresada plaza, desde donde se trasladó a la ciudad de la Concepción, que se hallaba en públicas rogaciones, con el Santísimo Sacramento manifiesto, por la preciosa vida de su prelado, i entró en ella el 9 de diciembre a los treinta i siete días de su salida. Todo el pueblo bajó a la ribera del Biobío a recibir a su pastor que habían llorado difunto. El devoto sexo manifestó con impetuoso llanto su doloroso sentimiento de verle regresar como si saliera de un naufragio, i los vecinos de alguna conveniencia le obsequiaron con las cosas necesarias para lo más esencial de su decencia.Texto en cita
Vicente Carvallo y Goyeneche

En resumen, la vida del obispo se jugó en un partido de chueca.

### Incorporación al Chile independiente
Esta zona fue explorada por el geólogo Ignacio Domeyko, en misión para el Gobierno de Chile, en 1844.
El último lonko principal (ñizol logko) de la tierra que corresponde a la comuna de Tirúa fue Porma, de Huentelalen, cuyos dominios se extendían hasta el borde sur del río Lebu.
En la década de los años 1860 específicamente en 1862, durante la primera campaña de la Ocupación de la Araucanía, se estableció el Fuerte Tirúa. Un decreto de 1875 desconoció el reconocimiento español sobre la propiedad indígena de la tierra al norte del río Tirúa, liberando el territorio para su colonización, limitada hasta ese momento a las zonas al norte del río Paicaví. A partir de entonces se generalizan las y ventas de tierras donde vivía gente de origen mapuche a los nuevos colonos, muchas de ellas incluso por escritura pública en ante la recién instalada notaria de Cañete, aún dependiente los títulos del Ministerio de Relaciones Exteriores, lo anterior se venía haciendo desde la urbanización de Lebu.
En 1880 un decreto radicaba a "familias indígenas errantes" en una colonia llamada Altos del Tirúa. La población originaria en muchas ocasiones fue reubicada en las estribaciones de la Cordillera de Nahuelbuta o, al sur del río Tirúa, en el borde de los acantilados costeros. Esta labor fue de reubicación fue cumplida, hasta inicios del siglo XX, por la denominada Comisión Radicadora que entregó 34 títulos de propiedad comunitaria, que sumaban 4.615 ha, destinadas a 842 personas.

### SigloXX

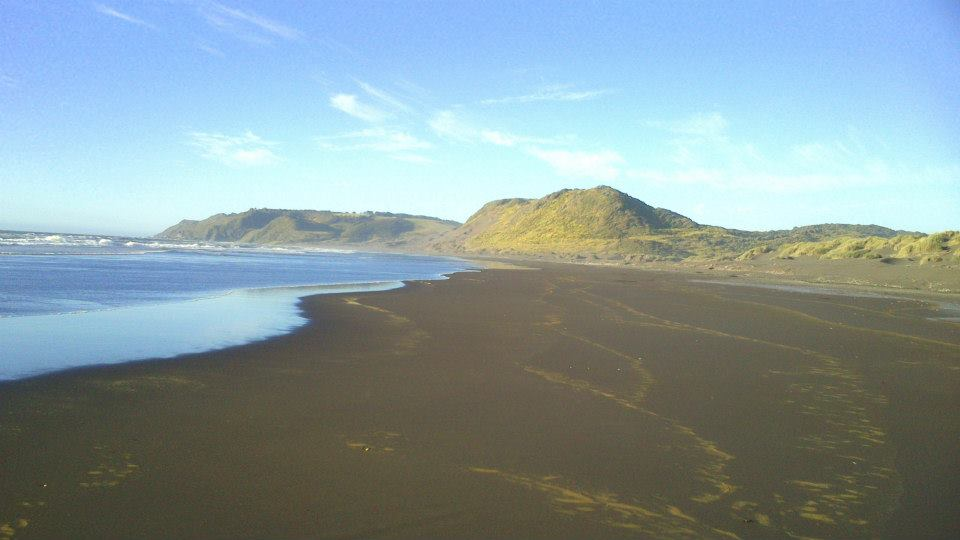
Playa de Tirúa

Tirúa fue el extremo norte de la zona costera afectada por el maremoto que siguió al terremoto de Valdivia de 1960. Por el sur el tsunami causó destrucción hasta Chiloé.
En 1996 se eligió en Tirúa al primer alcalde de ascendendencia mapuche de Chile.
A fines de la década de los años 1990 el problema de la tierra hizo crisis, manifestándose como estallidos de violencia en contra de los propietarios legales y las empresas forestales. En Tirúa se han producido ataques incendiarios y tomas de terrenos, como por parte de un movimiento encabezado por la Coordinadora Arauco-Malleco.

### SigloXXI
Desde el 2001, la comuna se encuentra incluida en un Área de Desarrollo Indígena denominada Lleulleu, que también integran las comunas de Cañete y Contulmo.
El pueblo de Tirúa, así como otras localidades cercanas (especialmente Isla Mocha), fueron afectadas por el maremoto del 27 de febrero de 2010. En la capital comunal la ola ingreso siguiendo el curso del río, destruyendo gran parte de la zona baja del pueblo y arrasando el centro cívico, con la municipalidad, el internado, el registro civil, el cuartel de Carabineros y numerosas otras dependencias, casas y botes de pesca. En Isla Mocha se reportaron las olas más altas registradas durante el fenómeno en todo Chile, las que de acuerdo a los testigos habrían alcanzado los 30 metros de altura, que dejaron víctimas fatales.

## Medio ambiente

### Geomorfología y componentes abióticos

Trazado simplificado de los ecosistemas y cuerpos de agua presentes en la comuna de Tirúa.

La comuna se extiende entre la Cordillera de Nahuelbuta y el mar. Limita al oeste con el Océano Pacífico, donde se encuentra Isla Mocha, que a pesar de estar a 34,3 km de Tirúa, pertenece a la comuna de Lebu. Al norte limita con el río Pellahuén, el lago Lleulleu y el río Lleulleu, que la separan de la comuna de Cañete, al este limita con Contulmo y la Región de la Araucanía (comuna de Lumaco). También limita al sur con la IX Región de la Araucanía (comuna de Carahue). Sus confines orientales y australes son cadenas montañosas.
Tirúa, la ciudad cabecera comunal, se encuentra junto a la desembocadura del Río Tirúa, separada de una playa vecina por un bosquete que apenas la protege de los fuertes vientos oceánicos imperantes en la zona.
La comuna de Tirúa se encuentra emplazada en las unidades geomorfológicas de Planicie marina o fluviomarina y Cordillera de la costa; y presenta según la clasificación climática de Köppen clima mediterráneo de lluvia invernal (Csb) y clima mediterráneo de lluvia invernal e influencia costera (Csb (i)). Esta además se halla entre las cuencas hidrográficas de Costeras e Islas entre el río Paicaví y la región del Biobío, Costeras Límite de la región y el río Imperial y río Imperial. Además, la comuna posee diversos cuerpos de agua, entre los que se destacan el lago Lleulleu, laguna Aurora, laguna Butaco, laguna Chaguira, laguna Los Batros, laguna Quidico y laguna Quilamallin; y río Charrucura, río Lleulleu, río Loncotripal, río Mahuilque, río Matranquil, río Quidico y río Tirua.

### Componentes bióticos

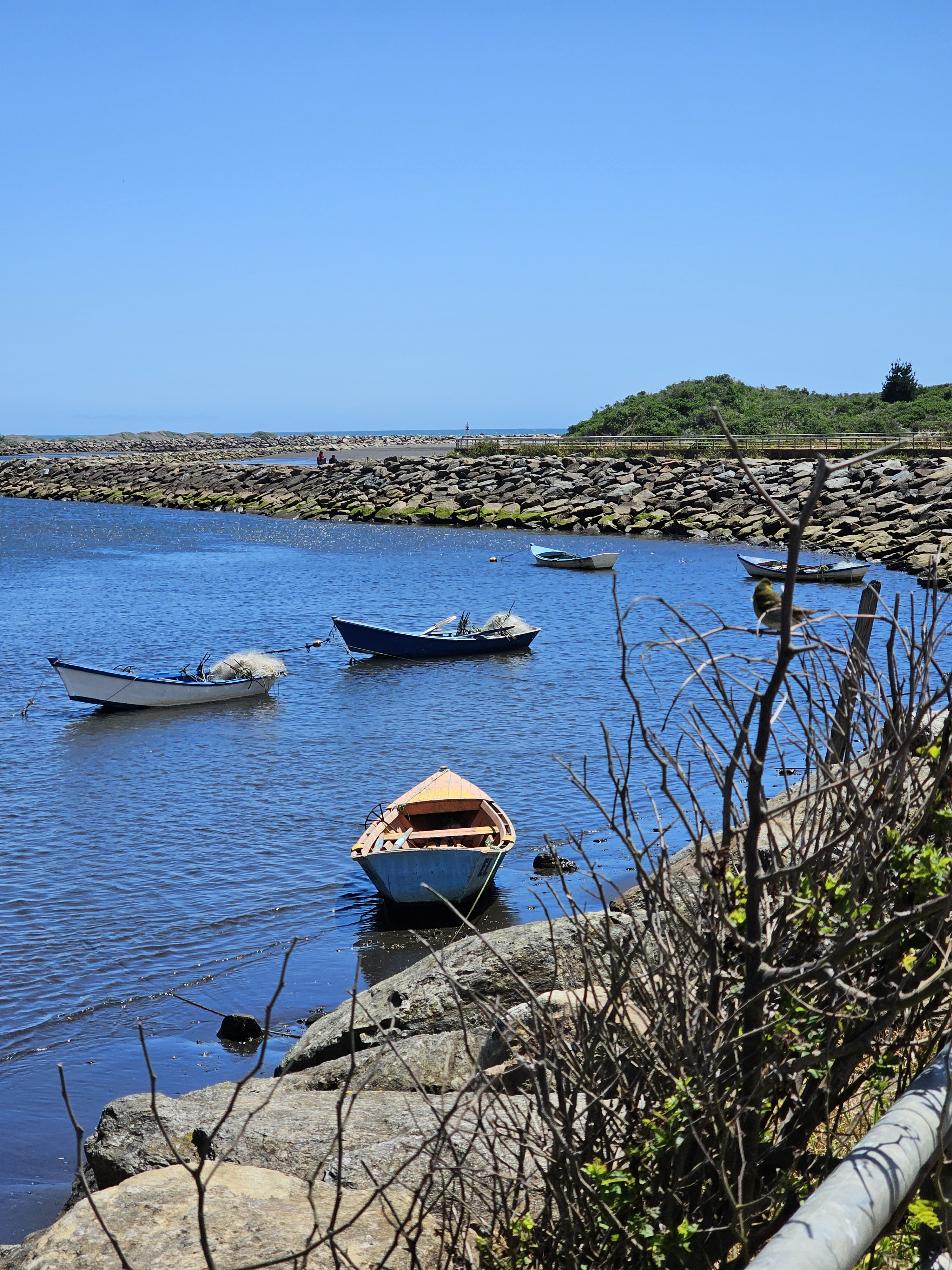
Río Tirúa

Dentro del territorio de la comuna se pueden hallar los siguientes ecosistemas:
- Bosque caducifolio templado costero donde predominan Nothofagus alpina y Persea lingue (En peligro)
- Bosque laurifolio templado costero donde predominan Aextoxicon punctatum y Laurelia sempervirens (En peligro)
- Bosque mixto mediterráneo-templado costero donde predominan Nothofagus dombeyi y Nothofagus obliqua (En peligro crítico)

### Medidas de protección ambiental y conflictos socioambientales
Hasta 2022, la comuna de Tirúa cuenta con las siguientes zonas que poseen algún nivel de protección ambiental:
- AAVC Villa Las Araucarias (Iniciativa de Conservación Privada)[16]
- ADI Lleu - Lleu (Sitios ERB)[17]

### Fauna
Dentro del territorio comunal de Tirúa, se encuentra la rana chilena, como especie nativa.

## Demografía
Según los datos recolectados el 2002 en el censo del Instituto Nacional de Estadísticas, la comuna posee una superficie de 624 km² y una población de 9664 habitantes. 4586 personas (47.45 %) se declaran mapuches. Un 74.05 % corresponde a población rural y un 25.95% a población urbana. En cuanto a géneros, 52.03% son mujeres y 47.97% son hombres. En el radio urbano hay 2.508 habitantes.
Es una de las comunas de Chile en que la religión evangélica (42%) supera a la católica (36%) en las preferencias de la población.
En Tirúa vive un 0,52% de la población total regional.
Un 47% de la población es pobre o indigente, según la encuesta Casen del 2003.

### Localidades
Además de su cabecera municipal, dentro de la comuna de Tirúa se encuentran los siguientes pueblos y localidades (todos de menos de 1000 habitantes):
- Quidico
- Tranaquepe
- Puerto Choque
- Loncotripay
- Manqueche
- Medihueco
- Canihual
- Casa de Piedra (Tirúa)
- Ranquilhue
- Paillaco (Tirúa)
- el malo (Tirúa)
- Miquihue

## Administración

### Municipalidad
Su alcalde es José Linco. Este es asesorado por el Concejo municipal integrado por Luis Sandoval Antilao (IND), José Meñaco Cuevas (IND), Yasmin Vásquez Bastias (IND), Neftalí Nahuelqueo Llanquileo (UDI), Juan Carlos Vargas (IND) y Yohana Ancaten Pailaya (IND).

### Representación Parlamentaria
Además, la comuna pertenece al distrito electoral N.º 21, el cual es representado en la Cámara de Diputados del Congreso Nacional por los diputados Flor Weisse (UDI), Clara Sagardía (Independiente), Karen Medina (Partido de la Gente), Joanna Pérez (Partido Demócratas) y Cristóbal Urruticoechea (IND). A su vez, la comuna pertenece a la Circunscripción 10 (Biobío), la cual es representada en el Senado por los senadores Gastón Saavedra Chandía (PS), Sebastián Keitel del Partido Evolución Política, Enrique Van Rysselberghe (UDI) .

## Economía
Por las características del suelo, secano costero, la principal actividad económica que genera trabajo en la comuna (75,6% de la población ocupada), es la agricultura de subsistencia, con bajos rendimientos y escasa tecnología aplicada en los procesos productivos. Se puede destacar el cultivo de papas, trigo, avena y cereales.
Otras fuentes de empleo son el sector servicios comunitarios, con un 4,6% de la población ocupada de la comuna.
El incipiente turismo se encuentra recién en sus inicios y del cual solo se pueden apreciar pálidos resultados en época de verano.
También otra actividad laboral es la pesca, en la cual la mayoría del sector urbano trabaja.
En 2018, la cantidad de empresas registradas en Tirúa fue de 73. El Índice de Complejidad Económica (ECI) en el mismo año fue de -0,66, mientras que las actividades económicas con mayor índice de Ventaja Comparativa Revelada (RCA) fueron Otras Explotaciones de Animales (146,5), Venta al por Mayor de Madera no Trabajada y Productos de Elaboración Primaria (134,96) y Servicios Relacionados con la Pesca, excepto Servicios Profesionales (42,73).

## Lugares de interés

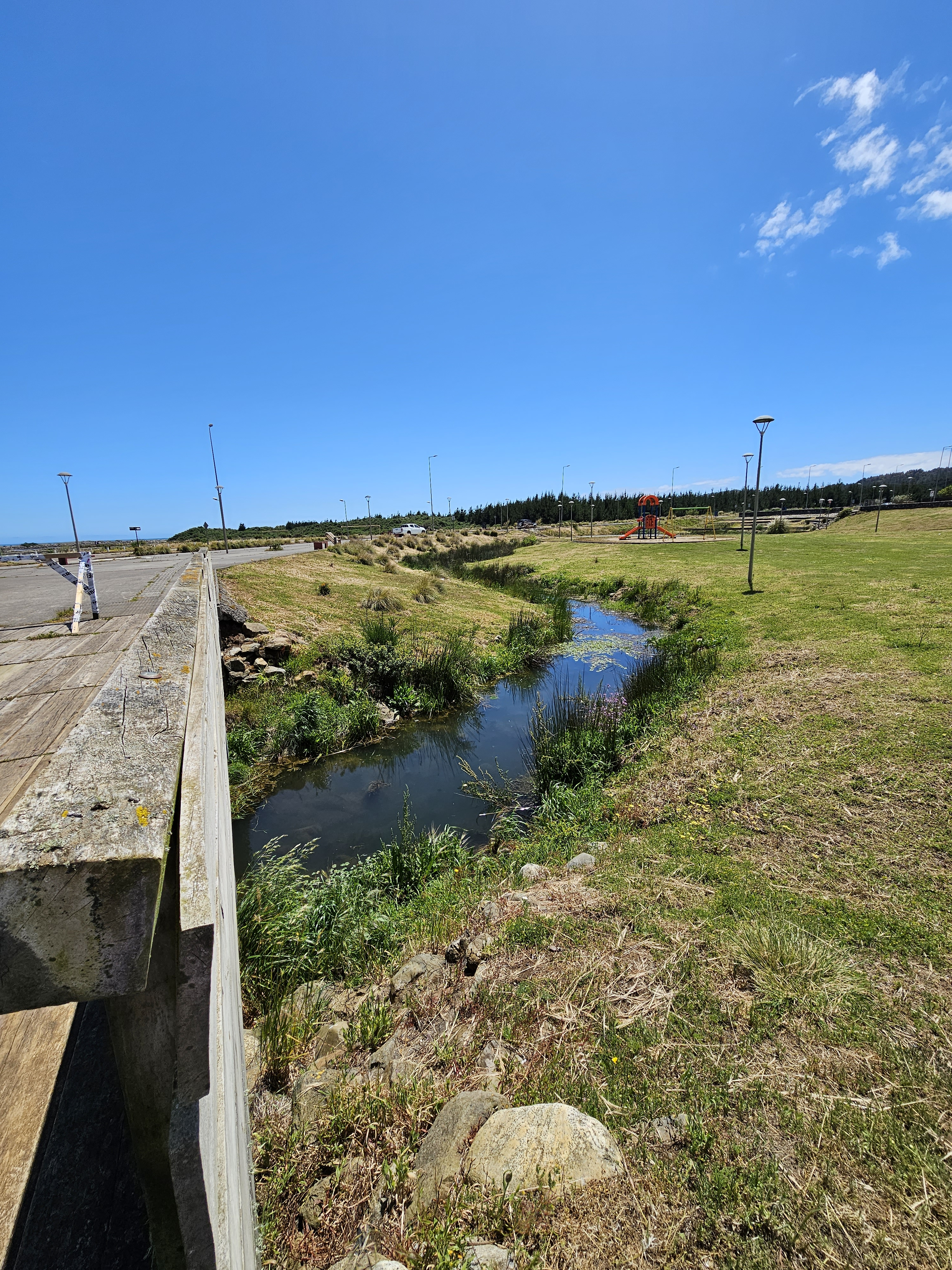
Parque Lafkenmapu

Quizá el punto más atractivo de la comuna es la Reserva Nacional Isla Mocha, en la isla que dista unos 33 km del muelle de la cabecera comunal. Isla Mocha destaca por su rusticidad, historia, fauna, flora y geografía.
El balneario de Quidico, al norte de la comuna, es una estación vacacional y caleta de pescadores artesanales muy visitada por el resto de la población de la provincia, especialmente por los habitantes de Cañete. La amplia playa de Quidico es muy ventosa, por lo que es utilizada en la práctica del windsurf.
Otras playas en Tirúa son Casa de Piedra, Puerto Choque (en el lago Lleu Lleu), Tranaquepe, Las Huertas, El Hoyon, Cura, Las Ágatas, Playa Grande, Playa El Padre, Playa El Muerto, Playa Hueñaliquen, Playa Loberia, Playa La Mina, Playa Comillahue y Balneario La Puntilla de Tirúa.
El lago Lleulleu, también al norte de la comuna, es menos turístico, más solitario y silvestre que el vecino lago Lanalhue, ubicado en la comuna de Cañete. Lleulleu está rodeado de montes abruptos y bosques nativos. Es utilizado para la práctica del campismo, la pesca y el windsurf.
En la localidad urbana de Tirúa hay una variedad de restaurantes, hoteles y residenciales. En la comuna se ubican los ríos Lleu Lleu, Quidico, Tirúa y Loncotripay, además de las lagunas Butaco, Los Cisnes, Quidico, Chaquira, Aurora, Los Batros, y de los Alemanes. Los puntos de interés urbanos son, la Medialuna de Rodeo, una biblioteca municipal, un edificio de servicios públicos y un consultorio de salud pública.

## Transportes
Las principal conexón caminera de la comuna es la llamada "Ruta Costera": el camino principal P-70 (asfaltado), que cruza el territorio comunal en sentido norte-sur, pasando por su ciudad cabecera. Hacia el norte lleva a Cañete, el resto de la provincia de Arauco y la región. El camino P-70 ha sido recientemente extendida y mejorada hacia el Sur, llevando (tras pasar por zonas ripiadas fuera del límite comunal) hacia Tranapuente, en la zona costera de Carahue, donde hay conexiones asfaltadas hacia Temuco y Puerto Saavedra.
El camino principal R-90 (tierra / ripiado) cruza la comuna en sentido este-oeste, comunicando a Tirúa con Capitán Pastene y Lumaco.
En relación con el transporte aéreo, la comuna cuenta con dos aeródromos. Lequecahue, en la cabecera comunal; e Isla Mocha. También hay comunicación marítima con la isla, a través de lanchas que zarpan del pueblo de Tirúa.